# Wies Andersen Show
De Wies Andersen Show was een populaire Vlaamse televisiequiz die van 1976 tot 1977 te zien was op de BRT. Het programma werd gepresenteerd door Wies Andersen.

## Concept
In de quiz werden de vragen voorgelegd aan een panel dat uit Bekende Vlamingen bestond. Het publiek in de zaal kon stemmen wie volgens hen het antwoord zou weten en op basis van het aantal stemmen werd dan bepaald welke panelleden het meeste punten waard waren. Er waren twee spelkandidaten die meestal speelden om geld in te zamelen voor een organisatie. Zij konden punten verdienen indien het panellid dat ze kozen het antwoord juist had.
De show won de Televisie Oscar en de Bert Leysen-Prijs.